# Bei Maejor
Brandon Michael Green (Southfield, Michigan, SAD, 23. srpnja 1988.), bolje poznat po svom umjetničkom imenu Bei Maejor, američki je glazbeni producent, tekstopisac i pjevač koji trenutno ima potpisan ugovor s diskografskim kućama Jive Records i RCA Records. Svoju glazbenu karijeru započeo je 2005. godine producirajući i pisajući pjesme za druge izvođače kao što su Trey Songz i Soulja Boy. Svoj prvi miksani album Upside Down objavio je tek 2010. godine. Do 2012. godine objavio je još tri miksana albuma, a u ožujku iste godine uslijedio je EP Upscale.

## Biografija

### Raniji život i počeci karijere (1986. – 2009.)
Bei Maejor se rodio kao Brandon Green, 23. srpnja 1988. godine u Southfieldu, Michiganu. Pohađao je sveučilište u Michiganu. Bei Maejor je svoju glazbenu karijeru započeo 2005. godine producirajući i pisajući pjesme za druge izvođače. Prva dva albuma na kojima je bio producent bila su Bun B-jev Trill i Trey Songzov I Gotta Make It. Godine 2007. bio je producent na soundtracku za film Bratz: The Movie, te je producirao još nekoliko pjesama za Treya Songza, Chingyja i LeToyu Luckett. Godine 2008. diplomirao je na sveučilištu u Michiganu. Sljedeće godine producirao je soundtrack za film Princeza i žabac, te je nastavio pisati pjesme drugim izvođačima.

### Prvi albumi i uspjeh (2010. - danas)
Bei Maejor je 2010. godine bio nominiran za rad na albumu Treya Songza. Početkom godine potpisao je ugovor za diskografsku kuću Jive Records. Tijekom godine objavio je prva dva miksana albuma Upside Down Vol. 1 i Upside Down Vol. 2 na kojima gostuju izvođači kao što su Keri Hilson, Trey Songz, Drake i T-Pain. Bei Maejor je također gostovao na Pliesovom singlu "She Got It Made". Sljedeće godine u kolovozu objavio je svoj prvi singl "Trouble" na kojem gostuje reper J. Cole. Nakon toga uslijedila su još dva miksana albuma Throwback i MaejorMaejor. Iste godine skladao je pjesmu za televizijsku seriju Jersey Shore. U ožujku 2012. godine objavio je prvi svoj EP Upscale. U istom mjesecu objavio je svoj drugi singl "Lights Down Low" na kojem gostuje Waka Flocka Flame. Sredinom godine producirao je pjesme za Justina Biebera i Iggy Azaleu.

## Diskografija

### EP-ovi
- Upscale (2012.)

### Miksani albumi
- Upside Down Vol. 1 (2010.)
- Upside Down Vol. 2 (2010.)
- Throwback (2011.)
- MaejorMaejor (2011.)

## Vanjske poveznice
- Službena stranica
- Bei Maejor na Allmusicu
- Bei Maejor na Discogsu
- Bei Maejor na Billboardu
- Bei Maejor  Arhivirana inačica izvorne stranice od 4. svibnja 2013. (Wayback Machine) na MTV